# Rębielice Szlacheckie
Rębielice Szlacheckie [pronunciación en polaco: /rɛmbjɛˈlit͡sɛ ʂlaˈxɛt͡skʲɛ/] es un pueblo en el distrito administrativo de Gmina Lipie, dentro del Distrito de Kłobuck, Voivodato de Silesia, en el sur de Polonia. Se encuentra aproximadamente 4 kilómetros al este de Lipie, 13 kilómetros al noroeste de Kłobuck, 86 kilómetros al norte de la capital regional, Katowice, y 200 kilómetros al sur de Varsovia, la capital del país.
El pueblo tiene una población de 474 habitantes.